# Jovan Mašin
Jovan Mašin (češ. Jan Mašín Cerhenice, 14. jul 1820 — 5. januar 1885. (24. decembar 1884), Beograd) bio je dvorski lekar kneza Mihajla i kralja Milana Obrenovića, osnivač Srpskog lekarskog društva, član Društva srpske slovesnosti i kasnije Srpskog učenog društva.

## Život i karijera
Rođen je 14. jula 1820. godine u mestašcu Cerhenice (20-tak km od gradića Nimburk, 55 km istočno od Praga) u Češkoj, kao Jan Mašín. Gimnaziju je završio u Pragu, medicinske nauke u Beču, magisterijum iz hirurgije u Pešti, a magisterijum ginekologije u Pragu čime je stekao pravo da kao fizikus leči ljude i životinje.
Nakon što je jedno vreme kao mlad gradski lekar radio u Nimburku, po savetu Janka Šafarika, došao je u Srbiju 1846. godine. Prvo radno mesto u tek novoosnovanoj kneževini Srbiji bilo mu je u Valjevu.
Bio je oženjen Barborom, rođ. Všetečka i sa njom je imao tri sina i dve ćerke: Svetozara (inženjera, prvog muža kasnije srpske kraljice Drage), Aleksandra (vođu zaverenika u Majskom prevratu), kasnije i načelnik generelštaba i ministar), Nikolu (inženjera u Rusiji), Leposavu i Poleksiju.
Kao član kneževe svite, 1867. godine je putovao sa knezom Mihajlom u Carigrad da se knez zahvali sultanu za predaju gradova.

## Delo
Po dolasku u Srbiju dr Mašin je kao iskusan lekar, više puta učestvovao u suzbijanju goveđe kuge. Naime kada se aprila i maja 1849, goveđa kuga iz Vlaške, prenela u istočnu Srbiju, i pojavila u dva sela u predelu zvanom Ključ, određena je komisiju radi suzbijanja goveđe kuge koju čine tri onovremenska  okružna fizikusa: Franc Bihele (užički okrug, diplomirani veterinar), dr Aćim Medović (požarevački okrug) i dr Jovan Mašin (valjevski okrug). Stručna komisija je obavila klinički pregled obolelih goveda i nakon 60 obdukcija leševa utvrdila da je zaista reč o goveđoj kugi, a da je bolest uneta iz Vlaške. Potpunim sprovođenjem propisanih mera sprečeno je dalje širenje ove zaraze i ona je ugušena u januaru 1850.  Iz izveštaja koji su članovi ove komisije podneli Sanitetskom odeljenju, nakon obavljenog posla, može se dobiti slika o preduzetim merama, kao i o stanju i nivou medicinske nauke i prakse u Kneževini Srbiji sredinom 19. veka.

Sledeće, 1850. godine nakon pojavi goveđe kuge u Karansebešu, u austrijskoj vojnoj granici, Ministarstvo unutrašnjih dela Kneževine Srbije odredilo  je da dr Jovan Mašin, okružni fizikus Valjeva, obiđe taj deo Banata i predloži odgovarajuće mere za suzbijanje epidemije. Po obavljenom zadatku podneo je izvešta u kome je između ostalog naveo:
„Premda nije goveđa kuga u velikom stepenu u predelima Karansebeške regimente svirepstvovala, i premda je za sada tamo utamanjena, držim opet za nuždno, da Vis. slavno Popečiteljstvo naše vnimanije svoje na stanje zdravlja stoke u Banatskim predelima pažljivo obraćati dotle blagoizvoli, dokle bar u Erdelju češće pomenuta bolest sasvim iščezla ne bude. Izneo sam ove austrijske mere protiv goveđe kuge, koliko da se vidi kako je tamo rađeno, toliko opet da se zna da smo i mi slične, ali ipak dosta opsežnije mere preduzimali, i da smo u tom smislu jedno uputstvo za narod pre toga na 4 godine izdali.“
Iznenada je preminuo 5. januara 1885. (24. decembra 1884) u vreme dok je bio jedan od članova predsedništva srpskog Crvenog krsta. Na njegovo mesto je došao dr Mihailo (Radmio) Lazarević.

## Napomene
1. ↑  Sanitetsko odeljenje je 5. avgusta 1846. na osnovu ovog Mašinovog predloga izdalo — „Uputstvo za raspoznavanje zaraze kuge goveda“

## Vidi na drugim Vikipedijama
- - članak o članovima porodice Mašin u Srbiji, na češkoj Wikipediji.
- es:Aleksandar Mašin - članak o Aleksandru Mašinu, na španskoj Wikipediji.

## Spoljašnje veze
- Biografija na sajtu SANU